# Varv och Styra kyrka
Varv och Styra kyrka är en kyrkobyggnad i Varv i Linköpings stift. Den är församlingskyrka i Aska församling.

## Historik
Före den nuvarande kyrkan fanns två kyrkor i bygden, Varvs kyrka och Styra kyrka. Den gamla Varvs kyrka byggdes på 1100-talet, och i dag finns ingenting kvar av den. Styra kyrka var en tornlös kalkstenskyrka från 1200-talet, som revs 1861. Grunden till den nuvarande kyrkan lades hösten 1859, och kyrkan togs i bruk första söndagen i advent 1861. Under byggnadstiden hölls gudstjänsterna i Styra kyrka innan den revs och därefter i skolhuset. På kyrkogården ligger Mauritz Björck begraven.

## Kyrkobyggnaden
Kyrkan är uppförd i historieserad blandstil efter ritningar av arkitekt Johan Adolf Hawerman. Den består av ett långhus med rak avslutande korvägg och en bakomliggande femsidig sakristia i öster. Tornbyggnaden i väster avslutas med en nygotisk spira. De dubbla ljudöppningarna är romanskt inspirerade.

## Interiör
Interiören är av salkyrkotyp med ett tredingstak över kyrkorummet. Koret domineras av en altaruppställning som omramar altartavlan med motiv:Kristi förklaring. Tavlan är utförd 1862 av Johan Zacharias Blackstadius. Den sexsidiga predikstolen med ljudtak är samtida kyrkan liksom de slutna bänkarna och orgelläktaren. Det nuvarande orgelverket installerades 1982 med 1862 års fasad bevarad. Från Varvs medeltida kyrka har ett krucifix och ett altarskåp daterade till 1400-talet bevarats.

## Orgel
- 1862 byggde Daniel Wallenström, Uppsala, en orgel med 15 stämmor. Den omändrades 1958 av Frede Aagaard. Orgeln finns idag magasinerad i kyrkan.
- Den nuvarande orgeln är byggd 1982 av Lindh Orgel i Umeå. Orgeln är elektrisk och har 3 fria kombinationer. Alla stämmor kan fritt disponeras på två manualer och pedal.

| Huvudverk       | Svällverk     | Pedal | Koppel |
| Subbas 16’      | Gedackt 8’    |       |        |
| Rörflöjt 8’     | Spetsflöjt 4’ |       |        |
| Principal 4’    | Principal 2’  |       |        |
| Blockflöjt 2’   | Kvint 1 1⁄3’  |       |        |
| Sesquialtera II | Dulcian 8'    |       |        |
| Mixtur III      |               |       |        |

## Bilder

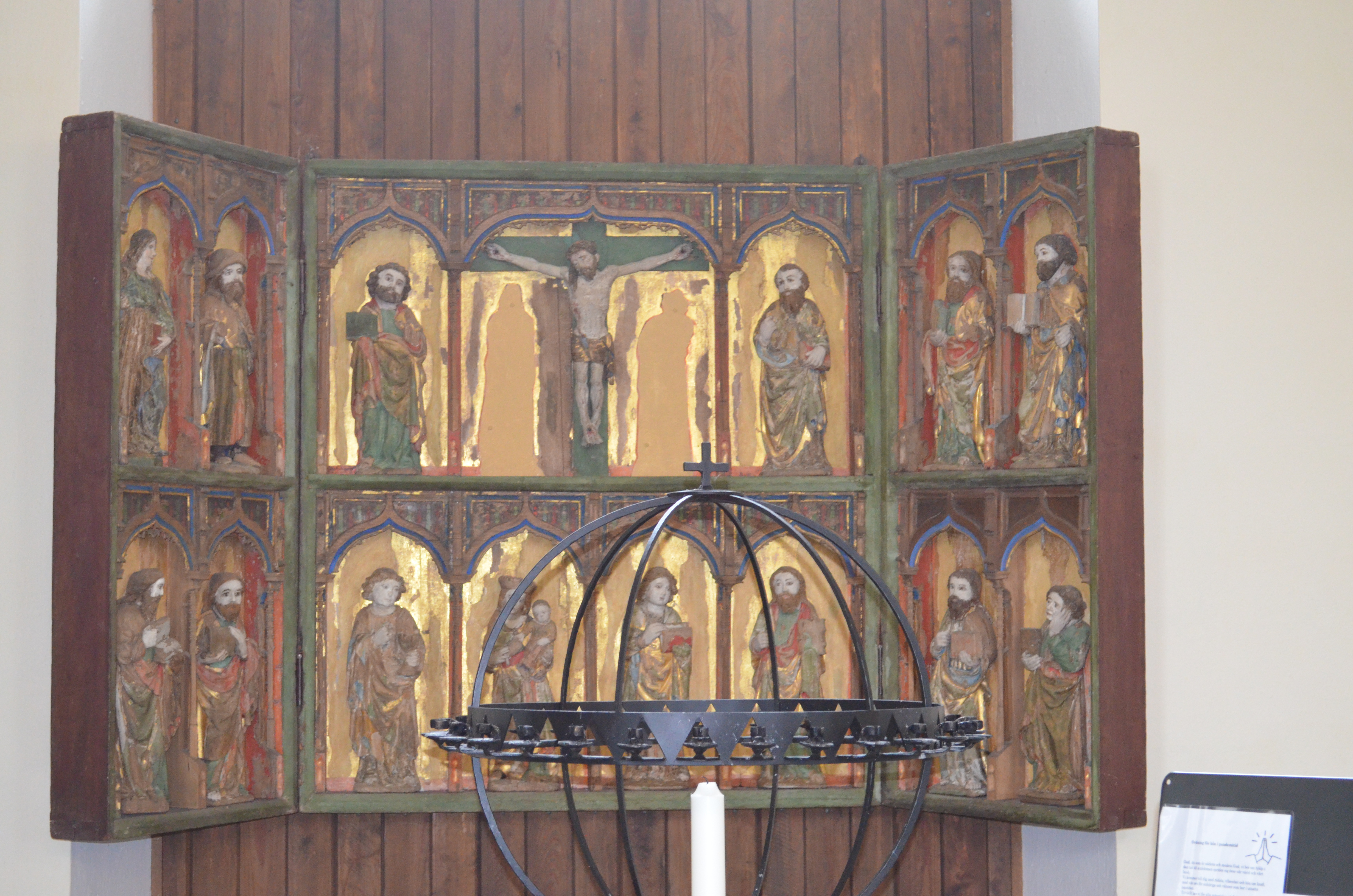
Varv och Styra kyrkas altarskåp.
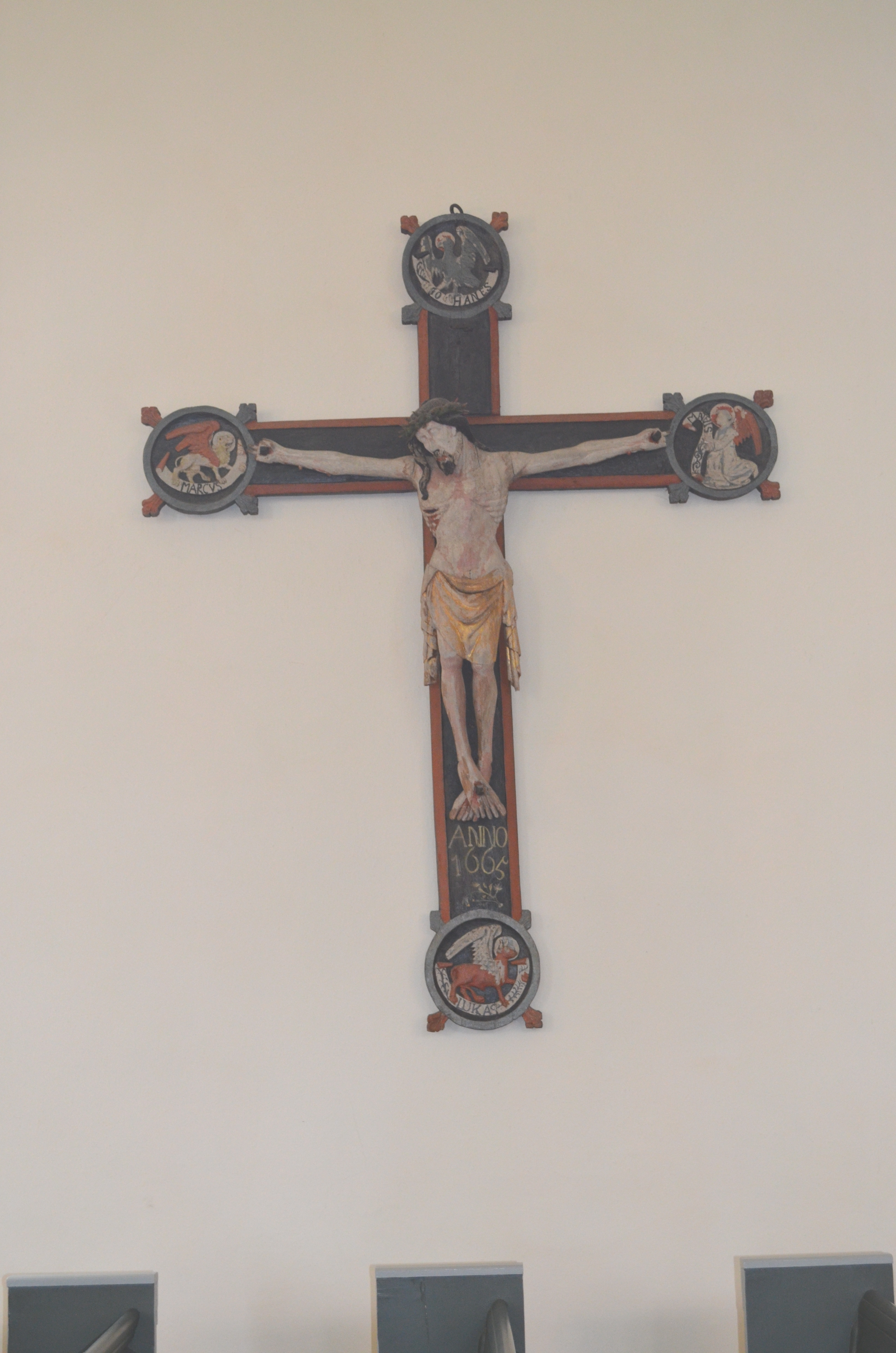
Varv och Styra kyrkas krucifix.
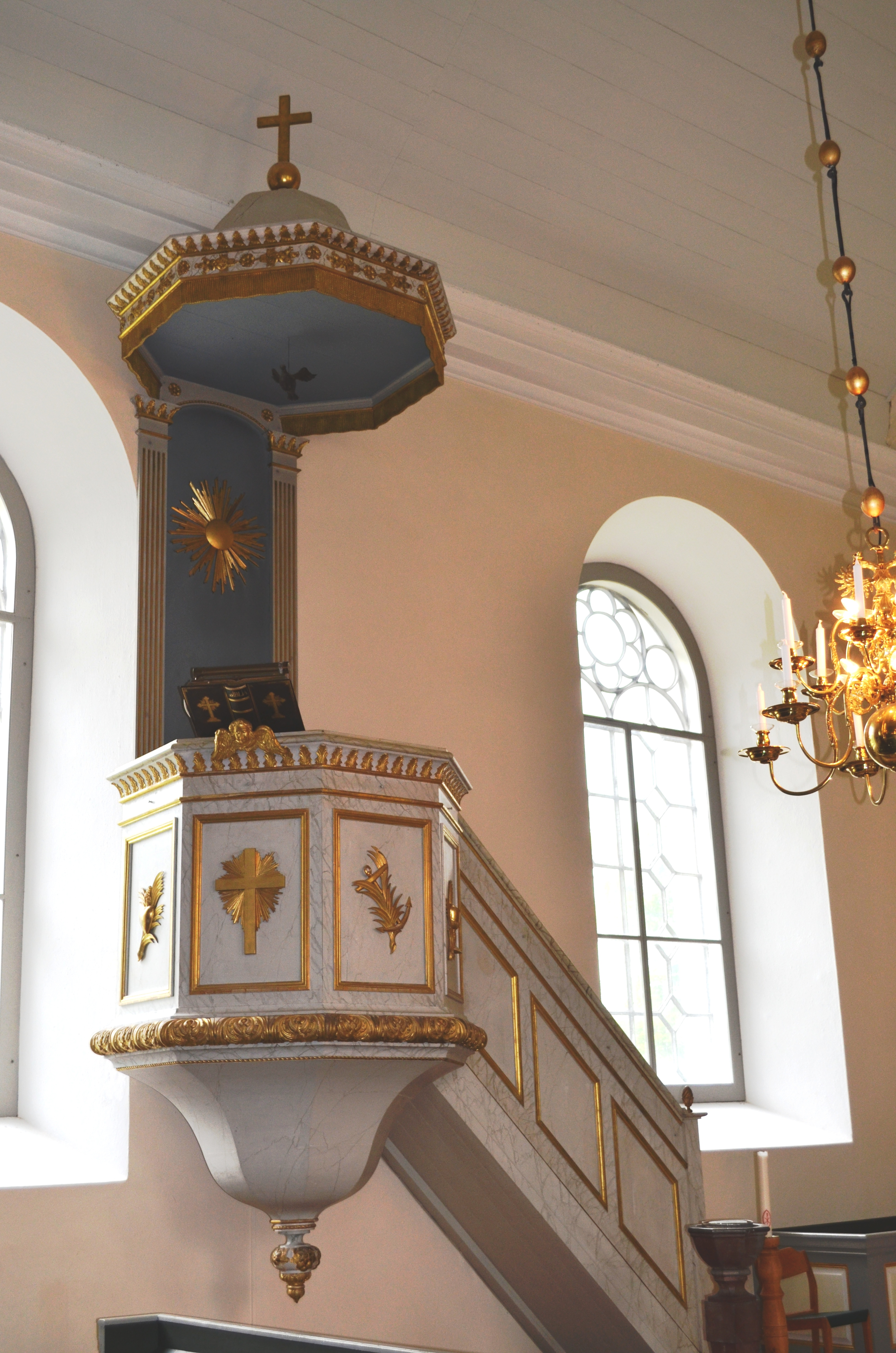
Varv och Styra kyrkas predikstol.
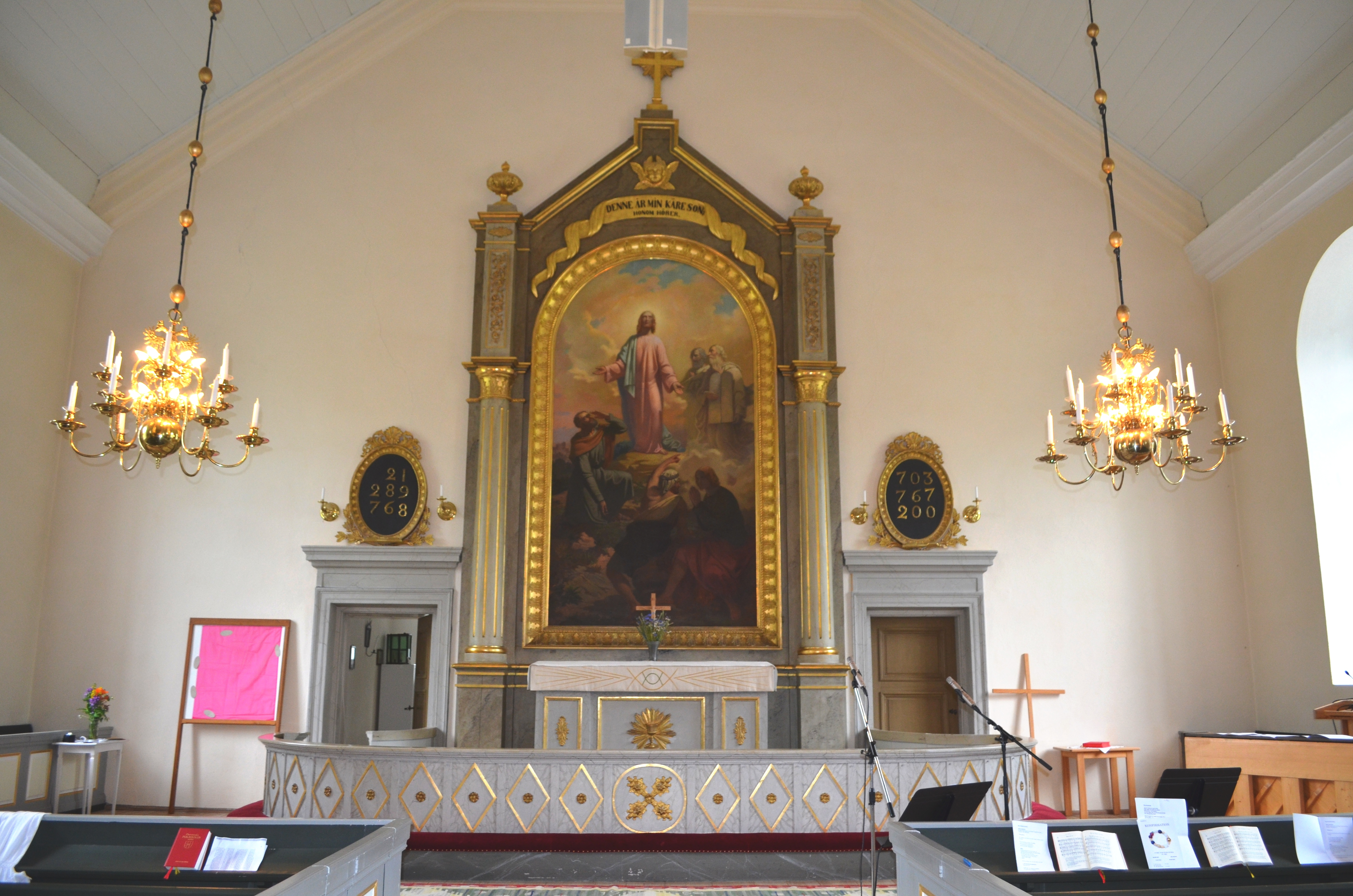
Varv och Styra kyrkas altare.
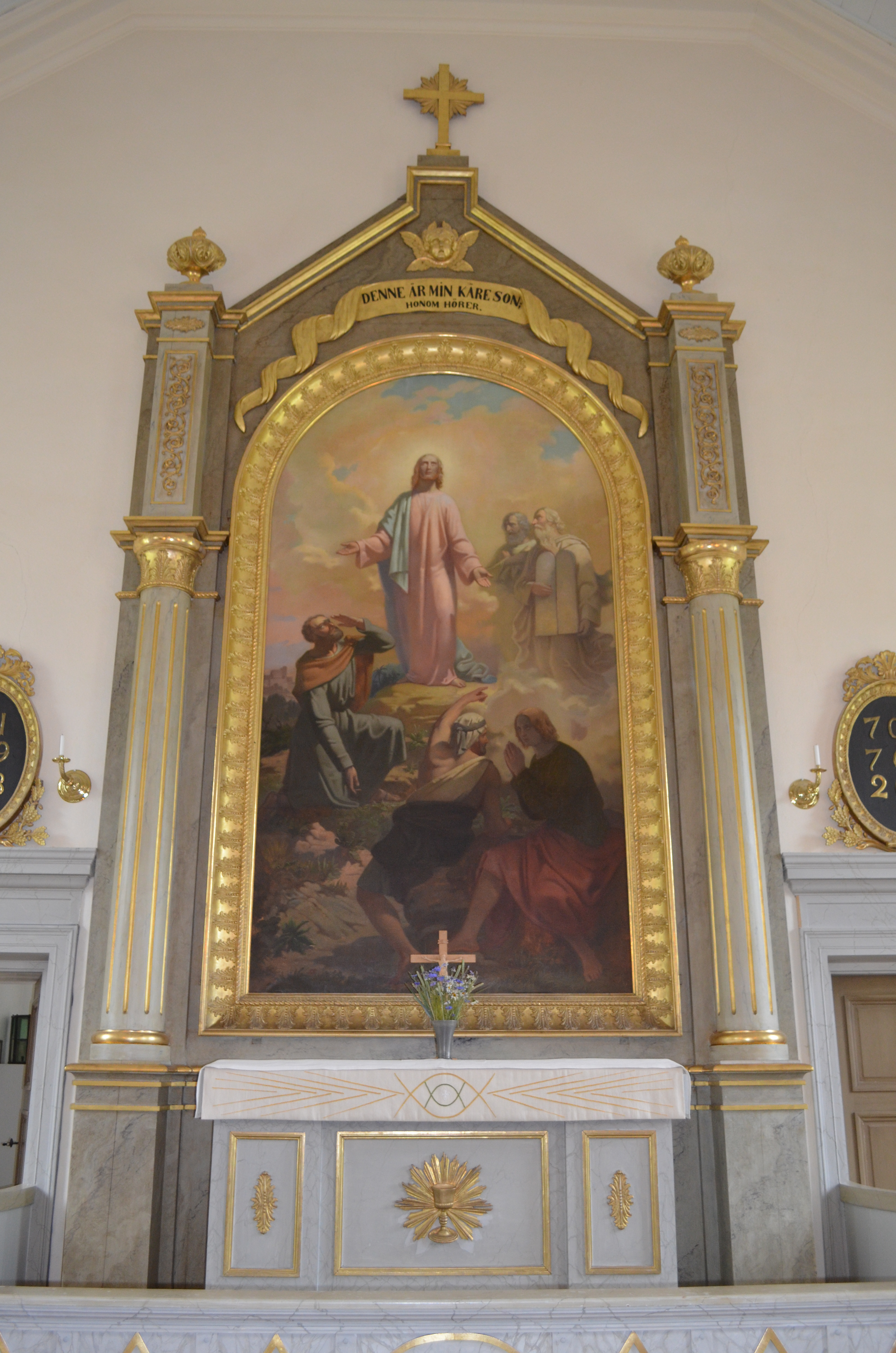
Varv och Styra kyrkas altartavla.
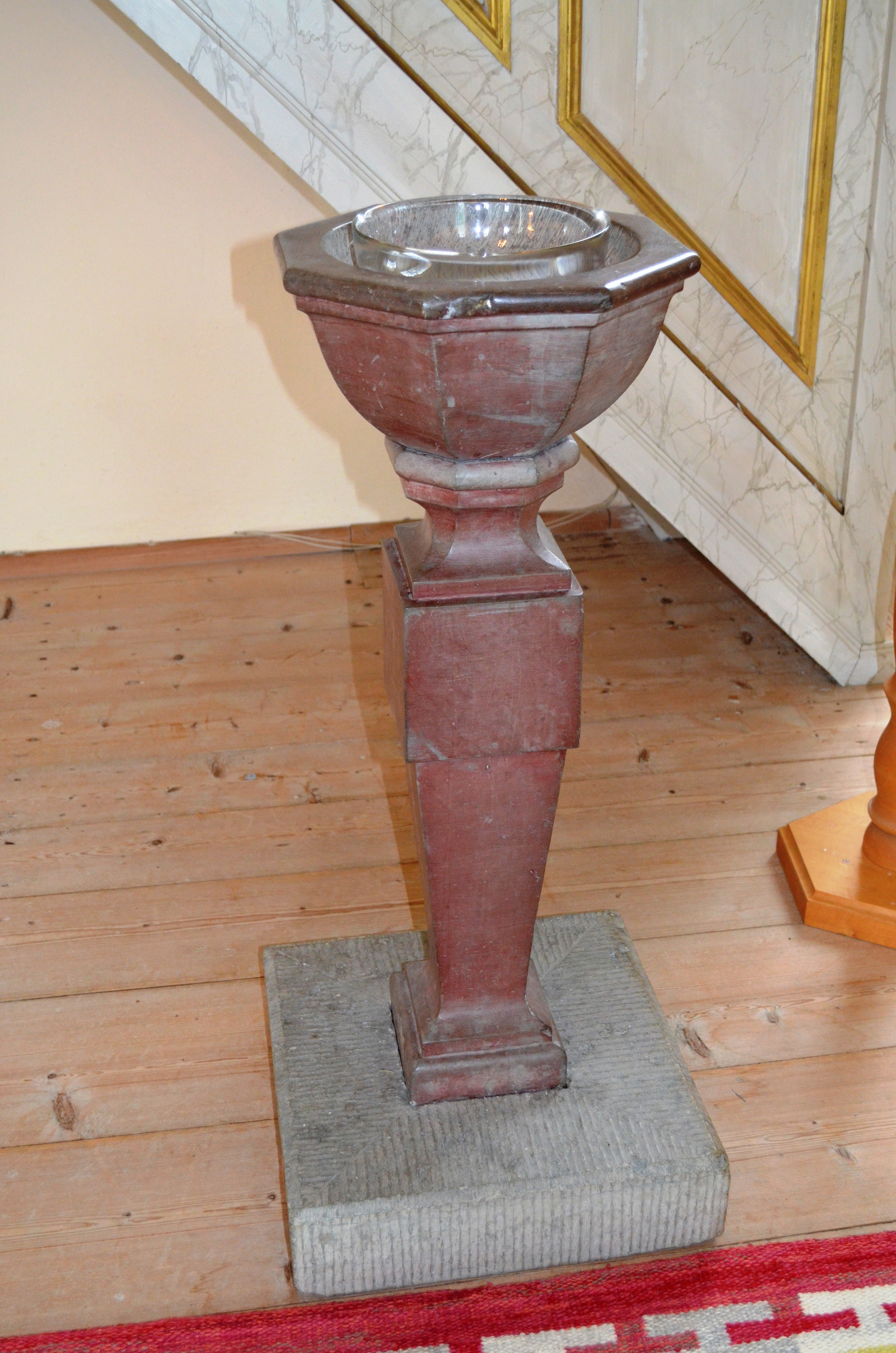
Varv och Styra kyrkas dopfunt.
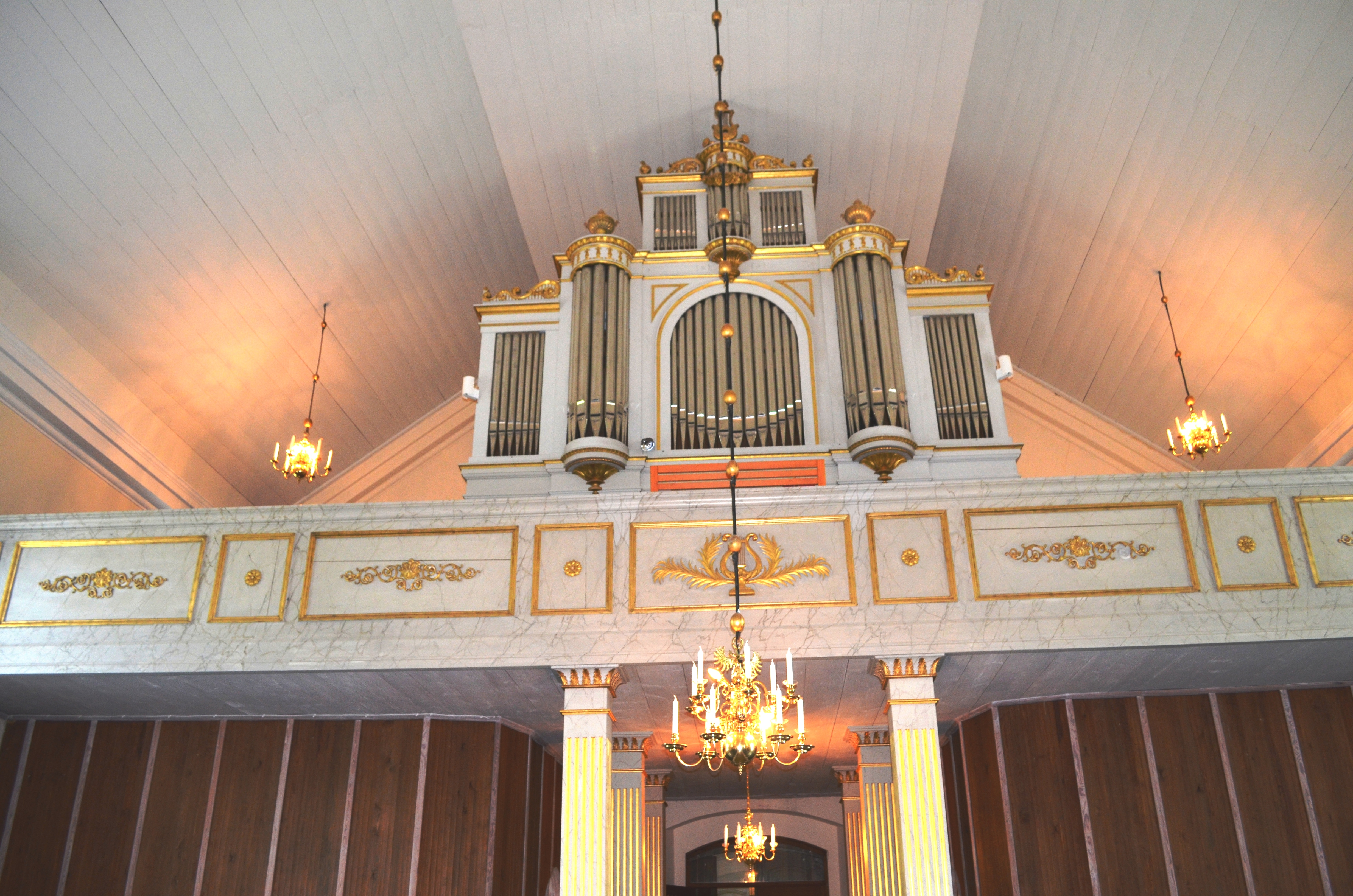
Varv och Styra kyrkas orgelläktare.